# Xingu (volk)

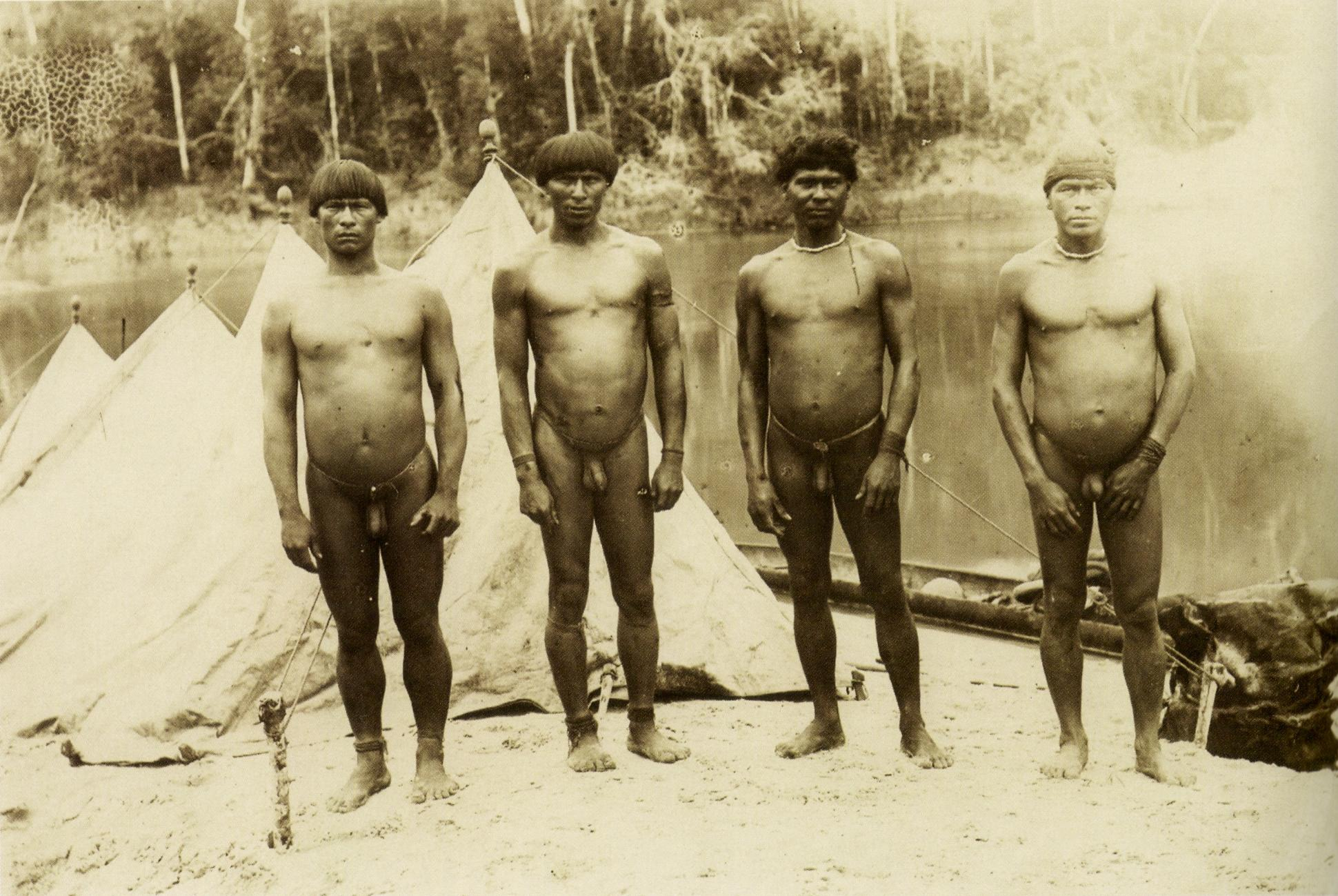
Mehinako-indianen (1894)

Het Xinguvolk is een groep van 16 indianenstammen uit vier verschillende taalfamilies (en een geïsoleerde taal) die grotendeels aan de bovenloop van de Xingu in het Parque Indígena do Xingu (PIX) in de Braziliaanse deelstaat Mato Grosso leven.
De in dit gebied levende Xingu hebben ondanks hun verschillende talen in grote mate dezelfde gewoonten, zeden en gebruiken. Ze zijn uit de volgende indianenvolken samengesteld:
- Arowaakse taalgroep:
  - Juruna (Yudjá)
  - Mehinako
  - Waura
  - Yawalapiti
- Caribische taalgroep:
  - Ikpeng (Txicao)
  - Kalapalo
  - Kuikuro
  - Matipu
  - Nahukwá
- Macro-Ge taalgroep:
  - Kayapó (Metuktire)
  - Panará (Kreen-Akrore)
  - Suyá (Kisedje)
- Tupi-Guarani taalgroep:
  - Aweti
  - Kamaiurá
  - Kaiabi
- Geïsoleerde taal:
  - Trumai